# 百寶商

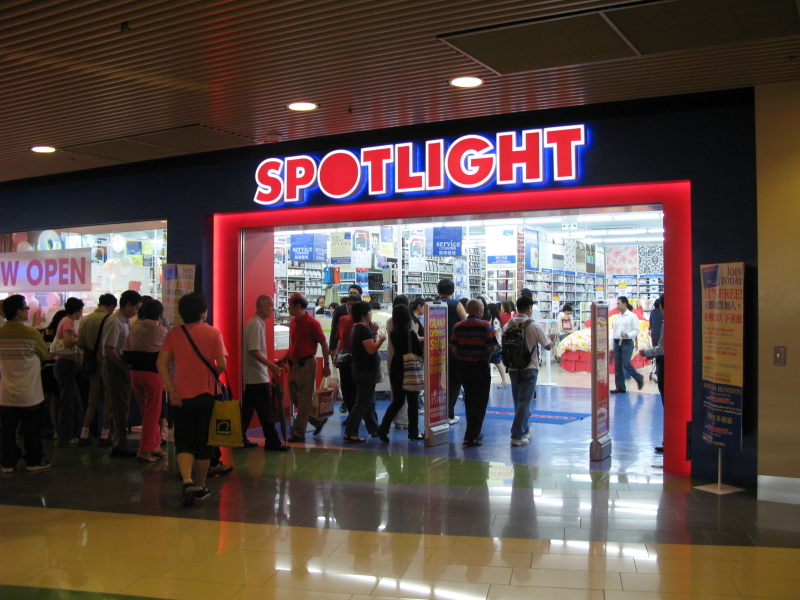
香港分店

百寶商（Spotlight）為一個位於澳洲的商店品牌，由Ruben Fried和Morry Fraid兄弟二人擁有並經營。百寶商於1973年在澳洲開業，現時在新加坡、澳洲及新西蘭設有100多家分店。
香港分店已於2007年6月7日正式開幕，分店位於九龍灣MegaBox5樓，但由於租約期滿，香港分店於2009年12月31日下午5時終止服務。

## 售賣產品
- 手工藝品
- 窗簾及遮光簾
- 床上用品
- 家居飾品
- 布藝